# Lista postaci serii Uncharted
Artykuł opisuje najważniejsze postaci pojawiające się w fikcyjnym uniwersum serii Uncharted – grach Fortuna Drake’a, 2: Pośród złodziei, 3: Oszustwo Drake’a, 4: Kres złodzieja, Złota Otchłań, Pogoń za fortuną oraz książce The Fourth Labirynth. Lista zawiera jedynie najważniejsze z punktu widzenia fabuły postaci.

## Bohaterowie

### Nathan Drake
Nathan Drake – główny bohater serii gier Uncharted. Poszukiwacz skarbów mający smykałkę w złodziejskim fachu. Nazwisko, którego używa, jest fałszywe, naprawdę nazywa się Nathan Morgan. Ma starszego o 5 lat brata, Samuela. W epilogu Uncharted 4: Kres złodzieja jest mężem Eleny Fisher oraz ojcem nastoletniej Cassie, pojawiającej się pod koniec.

### Elena Fisher
Elena Fisher – amerykańska dziennikarka, która zrobiła karierę po nakręceniu reportażu z przygód, które  przeżywa wraz z Drakiem oraz Sullivanem w pierwszej części serii. Przyjaciółka Jeffa. Pod koniec trzeciej części zostaje również narzeczoną głównego bohatera gry, a następnie jego żoną.

### Victor Sullivan
Victor „Sully” Sullivan – najlepszy przyjaciel i mentor Nate’a. Jest doświadczonym badaczem i utalentowanym naciągaczem. Poznaje Nathana w Kartagenie w Kolumbii, ratując Drake’a przed Marlowe. Nate traktuje go jak ojca.

### Samuel Drake
Samuel „Sam” Drake – brat Nathana Drake’a, który jest inicjatorem wyprawy w poszukiwaniu Libertalii. Podczas ucieczki z więzienia na początku czwartej części Uncharted został postrzelony i niesłusznie uznany za zmarłego. Wyszedł z więzienia dzięki pomocy Rafe’a Adlera. Naciąga Nathana na wznowienie poszukiwań skarbu Henry’ego Every’ego, tłumacząc to fałszywą historią o ucieczce z więzienia i długu wobec rzekomego Hectora Alcázara. Pod koniec gry rozpoczyna współpracę z Victorem Sullivanem.

### Charlie Cutter
Charlie Cutter – przyjaciel Nathana Drake’a. Pomaga mu najpierw w Londynie udając człowieka Talbota, a później w Syrii w poszukiwaniach kolejnych wskazówek mających na celu odszukać Irem. Zostaje postrzelony w nogę podczas ucieczki i nie bierze udziału w dalszych wydarzeniach. Zostaje wspomniany w Uncharted 4: Kres złodzieja.

### Chloe Frazer
Chloe Frazer – sojuszniczka Nate’a, jest doświadczoną poszukiwaczką przygód, jednak czasem jej moralność budzi wątpliwości. W dzieciństwie jej ojciec zajmował się poszukiwaniami Artefaktu, jego obsesja doprowadziła do utraty całego rodzinnego majątku. By chronić Chloe i jej mamę odesłał je do Australii. Była dziewczyna Drake’a. Główna bohaterka dodatku Uncharted: Zaginione dziedzictwo, gdzie współpracuje z Nadine Ross.

### Jeff
Jeff – operator kamery w Nepalu, gdzie podróżował wraz z Eleną. Został tam postrzelony w brzuch, a później zabity strzałem w głowę przez Zorana Lazarevića.

### Salim
Salim – przywódca arabskiego plemienia które ratuje Nathana Drake w opuszczonej wiosce na pustyni. Później pomaga mu także uwolnić Sullivana i uciec z Iremu.

### Karl Schäfer
Karl Schäfer – członek SS, oraz uczestnik nieudanej niemieckiej ekspedycji sprzed siedemdziesięciu lat, poszukującej kamienia Ćintamani. Zabił wszystkich uczestników wyprawy, aby kamień nie dostał się w ręce Adolfa Hitlera, ponieważ pojął, jak wielką moc ma kamień. Namawia on potem Nathana Drake’a, by się nie poddał i powstrzymał Zorana Lazarevića przed dotarciem do przedmiotu. Zostaje porwany z wioski do starego sanktuarium, tam ginie.

### Tenzin
Tenzin – mieszkaniec Tybetu, ma córkę o imieniu Pema. Ratuje Nathana po katastrofie pociągu i prowadzi go po tybetańskich górach. Gdy Nate’a atakuje potwór po raz drugi, ocala mu życie, a sam zostaje ciężko zraniony.

## Antagoniści

### Dillon
Dillon – jeden z głównych najemników Atoq Navarro. Próbuje zestrzelić Nathana z helikoptera, ale zanim to robi, zrzuca go Elena.

### Draza
Draza – prawa ręka Zorana Lazarevica i porucznik wojsk serbskiego zbrodniarza wojennego. Ginie postrzelony w głowę przez Chloe Frazer w 2009 roku w Himalajach.

### Harry Flynn
Harry Flynn – znajomy Drake’a, który zaproponował mu udział w akcji mającej na celu wykradzenie ze stambulskiego muzeum mongolskiej lampy olejnej z wystawy o Marco Polo. Mimo iż byli przyjaciółmi, zostawił Nathana samego, pozbawiając go drogi ucieczki i zostawiając go na łaskę strażników. Będąc w Shamballi, zostaje mocno poturbowany przez Zorana Lazarevicia, po czym detonuje granat zabijając siebie i poważnie raniąc Elenę.

### Zoran Lazarević
Zoran Lazarević – główny oponent Nathana Drake’a w Uncharted 2: Pośród złodziei. Urodził się we wschodniej Europie, prawdopodobnie w Jugosławii. Uczestniczył w wojnie domowej w byłej Jugosławii jako radziecki oficer KGB. Został uznany za zbrodniarza wojennego i był poszukiwany przez NATO po tym jak dopuścił się masowych egzekucji i tortur w trakcie konfliktu na Bałkanach. W trakcie zamachu na jego życie zbombardowano miejsce, gdzie się ukrywał. Lazarević przeżył jednak prawa strona jego głowy pokrywa jest bliznami. Pragnie odnaleźć Shamballe, aby stać się niepokonanym i zawładnąć światem. Jest to typ człowieka, który nie cofnie się przed niczym, byle dotrzeć do celu. Wywołał on wojnę domową w Nepalu tylko po to, by móc w międzyczasie zrównać wszystkie tamtejsze świątynie z ziemią i znaleźć kolejną wskazówkę dotyczącą Shangri-La. Zostaje rozszarpany przez tubylców w Shamballi, po uprzednim pojedynku z Drakiem.

### Katherine Marlowe
Katherine Marlowe – Angielka, główna antagonistka części trzeciej, przywódczyni sekty próbującej odnaleźć Irem, w którym ginie wpadając do ruchomych piasków. Wcześniej pracował dla niej Sully. Miała wiele źródeł i wspólników.

### Atoq Navarro
Atoq Navarro – prawdziwy główny antagonista w grze Uncharted: Fortuna Drake’a, archeolog i pomocnik Gabriela Romana, przywódca najemników. Pochodzi z Peru. Okazuje się zdrajcą i zabija Romana. Ginie wpadając do oceanu przywiązany do skarbu El Dorado.

### Eddy Raja
Eddy Raja – przywódca indonezyjskiego gangu piratów pracujących dla Gabriela Romana. Ginie spadając w przepaść, w którą zrzuca go jeden z mutantów z hitlerowskiej bazy.

### Gabriel Roman
Gabriel Roman – antagonista Uncharted: Fortuna Drake’a. Został zmieniony w zombie po otwarciu skarbu El Dorado, a potem zginął postrzelony w głowę przez Atoqa Navarro.

### Talbot
Talbot – członek sekty próbującej odnaleźć Irem i główny pomocnik Katherine Marlowe. Został zabity przez Nathana Drake’a, który wisząc na krawędzi skały strzelił do Talbota, aby uratować Victora Sullivana. Tchórzliwy, wysługujący się wspólnikami, acz bardzo przywiązany do Marlowe.

### Rafe Adler
Rafe Adler – główny antagonista Uncharted 4: Kres złodzieja, współpracownik Nadiny, który próbuje powstrzymać Nathana Drake’a i jego brata Sama przed zdobyciem legendarnych artefaktów ukrytych w ruinach pozostałych po pirackiej kolonii Libertalii. Ginie gdy Nathan spuszcza mu na głowę skarb Henry’ego Avery’ego.

### Nadine Ross
Nadine Ross – główna antagonistka Uncharted 4: Kres złodzieja, współpracowniczka Rafe’a, która wraz z nim stara się odszukać legendarnej, pirackiej utopii. Jest szefową Shoreline, odziedziczyła biznes po ojcu. Na końcu wystawia Rafe’a i zostawia go wraz z Nate’em na pewną śmierć. Pojawia się również w dodatku Uncharted: Zaginione dziedzictwo. Przez problemy finansowe i utratę wpływów w firmie, postanawia pomóc Chloe Frazer odnaleźć indyjski artefakt.

### Vargas
Vargas – postać epizodyczna, skorumpowany strażnik więzienny. Ginie zabity przez Rafe’a.

### Hector Alcázar
Hector Alcázar – fałszywy antagonista Uncharted 4: Kres złodzieja, znany też jako Rzeźnik z Panamy. Według Samuela uciekł razem z nim z więzienia i pod groźbą śmierci zlecił Samuelowi odnalezienie zaginionego skarbu Henry’ego Avery’ego, dając mu na to trzy miesiące. W rzeczywistości Hector zginął podczas strzelaniny w Argentynie, a Sam został wypuszczony dzięki Adlerowi, który „pod stołem” załatwił mu wolność.